# Great Dun Fell
Great Dun Fell är ett berg i Storbritannien.   Det ligger i grevskapet Cumbria och riksdelen England, i den centrala delen av landet, 400 km norr om huvudstaden London. Toppen på Great Dun Fell är 848 meter över havet, eller 74 meter över den omgivande terrängen. Bredden vid basen är 2,4 km.
Terrängen runt Great Dun Fell är huvudsakligen kuperad.Runt Great Dun Fell är det ganska glesbefolkat, med 24 invånare per kvadratkilometer. Närmaste större samhälle är Penrith, 19,8 km väster om Great Dun Fell. I omgivningarna runt Great Dun Fell växer i huvudsak blandskog.